# مايك غونتر
مايك غونتر (بالإنجليزية: Mike Gunter)‏ هو لاعب كرة قدم أمريكية أمريكي، ولد في 18 فبراير 1961 في كلادووتر في الولايات المتحدة.

## وصلات خارجية
- مايك غونتر على موقع مرجع كرة القدم المحترفة.كوم (الإنجليزية)
- مايك غونتر على موقع JustSportsStats.com (الإنجليزية)
- مايك غونتر على موقع كلية كرة القدم في سبورتس رفرنس.كوم (الإنجليزية)